# Maximilian Ritscher
Maximilian Ritscher (* 11. Jänner 1994 in Lienz) ist ein ehemaliger österreichischer Fußballspieler und nunmehriger -trainer.

## Karriere

### Als Spieler

#### Verein
Ritscher begann seine Karriere beim ASKÖ Dellach/Drau in Kärnten. 2002 wechselte er für eine Saison zum ASKÖ Irschen, ehe er nach Dellach im Drautal zurückkehrte. 2008 ging es weiter zur Jugendabteilung des SK Austria Kärnten, ehe er nach deren Konkurs abermals zu seinem Stammverein zurückkehrte. Ritscher absolvierte zu jener Zeit vor allem Spiele in der Akademieauswahl Kärntens.
2011 wechselte er in die erste Mannschaft des ATSV Wolfsberg in die Kärntner Liga, der vierthöchsten österreichischen Spielklasse, wo er auf zwei Einsätze kam. Danach ging es eine Stufe höher und der Innenverteidiger war eine Herbstsaison beim SAK Klagenfurt in der Regionalliga Mitte aktiv. Sein Debüt gab er am 24. März 2012 gegen den DSV Leoben, als er für Helmut König in der 77. Minute eingewechselt wurde. Das Heimspiel wurde 0:2 verloren. Nach acht weiteren Einsätzen und einem Tor wurde der Bundesligaaufsteiger Wolfsberger AC auf Ritscher aufmerksam.
Daraufhin wechselte er zu den Wolfsbergern und gab am 20. April 2013 gegen den FC Red Bull Salzburg sein Debüt in der höchsten österreichischen Spielklasse, als er in der 77. Minute für Manuel Kerhe eingewechselt wurde. Das Spiel in Wals-Siezenheim ging 2:6 verloren. Zur Saison 2015/16 wechselte Ritscher zur Kapfenberger SV.
Nach der Saison 2016/17 verließ er Kapfenberg. Daraufhin wechselte er zum Regionalligisten LASK Juniors OÖ, mit dem er 2018 in die 2. Liga aufsteigen konnte. Nach der Saison 2017/18 beendete er seine Karriere im Alter von 24 Jahren.

#### Nationalmannschaft
International absolvierte er ein Spiel für die österreichische U-18-Mannschaft gegen die Auswahl aus der Schweiz. Er kam am 12. Oktober 2011 zur Halbzeit und erlebte eine 1:2-Niederlage in Zürich.

### Als Trainer
Nach seinem Karriereende wurde er zur Saison 2018/19 Co-Trainer der U-16-Mannschaft in der AKA Linz, ab der Saison 2019/20 fungierte er zudem als Analyst für die U-18-Mannschaft. Zur Saison 2020/21 wurde er Co-Trainer beim Zweitligisten FC Juniors OÖ. Im Jänner 2022 wurde er in die erste Mannschaft des LASK hochgezogen, um dort Co von Andreas Wieland zu sein. Anschließend blieb er auch unter Dietmar Kühbauer und Thomas Sageder im Trainerstab.
Im April 2024 hätte er als Nachfolger Sageders interimistisch Cheftrainer werden sollen. Mangels notwendiger Pro-Lizenz wurde allerdings Thomas Darazs zum Interimstrainer befördert, Ritscher blieb Assistent. Im April 2025 wurde Ritscher als Nachfolger für Markus Schopp interimsweise Cheftrainer. Unter seiner Führung beendete der LASK die Spielzeit als Siebter, verpasste aber anschließend die Qualifikation für den Europacup. Zur Saison 2025/26 wurde er von João Sacramento abgelöst und wieder Co-Trainer.